# Rapport Toer
El Rapport Toer fue una carrera ciclista disputada en África del Sur
Se disputó de 1973 a 2000 y formó parte del calendario de la UCI (carrera profesional) de 1993 a 2000

## Palmarés
| - 1973 : Pierre-Luigi Tagliavini - 1974 : Arthur Metcalfe - 1975 : Fernando Mendes - 1976 : Venceslau Fernandes - 1977 : Robert McIntosh - 1978 : Marco Chagas - 1979 : Janie Diple - 1980 : Jan van den Berg - 1981 : Robert McIntosh - 1982 : Alan Van Heerden - 1983 : Robert McIntosh - 1984 : Ertjies Bezuidenhout - 1985 : Mark Beneke | - 1986 : Robert McIntosh - 1987 : Alan Van Heerden - 1988 : Robert McIntosh - 1989 : Laurens Smith - 1990 : Willy Engelbrecht - 1991 : Mark Beneke - 1993 : Steffan Gotschling - 1994 : Mike Weissmann - 1995 : Michael Andersson - 1996 : Scott Mercier - 1999 : Michael Rich - 2000 : Tobias Steinhauser |